# Festival Internacional de Cinema de Sant Sebastià 2011
La 59a edició del Festival Internacional de Cinema de Sant Sebastià va tenir lloc entre el 16 i el 24 de setembre de 2011 a Sant Sebastià. La Conquilla d'Or fou atorgada a la pel·lícula espanyola Los pasos dobles d'Isaki Lacuesta. Aquesta va ser la primera edició dirigida pel nou director del festival, José Luis Rebordinos, que substituïa Mikel Olaciregi, havent-hi aquest ocupat el lloc de director del festival des de la 49 edició l'any 2001. La gala d'inauguració i de clausura foren presentades per Marta Etura i Bárbara Goenaga.

## Jurats

### Jurat de la Secció Oficial
- Frances McDormand, actriu (presidenta del juray)
- Guillermo Arriaga, escriptor, guionista i director de cinema
- Álex de la Iglesia, director de cinema
- Bent Hamer, director de cinema
- Bai Ling, actriu
- Sophie Maintigneux, directora de fotografia
- Sophie Okonedo, actriu

## Pel·lícules

### Secció Oficial
(16 pel·lícules a concurs)
| Pel·lícula                     | Director                       | País               |
| ------------------------------ | ------------------------------ | ------------------ |
| 11 Flowers}                    | Wang Xiaoshuai                 | R.P. de la Xina    |
| Adikos kosmos                  | Filippos Tsitos                | Grècia Alemanya    |
| Amen                           | Kim Ki-duk                     | Corea del Sud      |
| Americano                      | Mathieu Demy                   | França             |
| The deep blue sea              | Terence Davies                 | Regne Unit         |
| Happy end                      | Björn Runge                    | Suècia             |
| Kiseki                         | Hirokazu Kore-eda              | Japó               |
| Los Marziano                   | Ana Katz                       | Argentina          |
| No habrá paz para los malvados | Enrique Urbizu                 | Espanya            |
| Los pasos dobles               | Isaki Lacuesta                 | Espanya Suïssa     |
| Rampart                        | Oren Moverman                  | Estats Units       |
| Las razones del corazón        | Arturo Ripstein                | Mèxic Espanya      |
| Sangue do meu sangue           | João Canijo                    | Portugal           |
| Le Skylab                      | Julie Delpy                    | França             |
| Take this waltz                | Sarah Polley                   | Canadà             |
| La voz dormida                 | Benito Zambrano                | Espanya            |
| Fora de concurs:               |                                |                    |
| Intruders                      | Juan Carlos Fresnadillo        | Espanya            |
| Intocable                      | Eric Toledano, Olivier Nakache | França             |
| Albert Nobbs                   | Rodrigo García                 | Regne Unit Irlanda |
| Bertsolari                     | Asier Altuna                   | Espanya            |

### Secció Zabaltegi
| Pel·lícula                                    | Director | Actors destacaats |
| --------------------------------------------- | --- | --- |
| Drive (pel·lícula del 2011)                   | Nicolas Winding Refn | Ryan Gosling |
| Shame                                         | Steve McQueen | Michael Fassbender |
| George Harrison: Living in the Material World | Martin Scorsese | Eric Clapton, Bob Dylan, Terry Gilliam, Olivia Harrison, George Harrison, Paul McCartney, Yoko Ono, Roy Orbison, Ravi Shankar, Phil Spector, Ringo Starr |
| Puzzled Love                                  | Gaby Amione, Pau Balagué, Miriam Cañamares, Josecho de Linares, Claudia del Campo, Gemma Ferraté, Alba Giralt, Alejandro Javaloyas, Marc Juvé, Carlos Pérez-Reche, Eduard Riu, Javier Sanz Aznar, Bruno Sarabia | Marcel Borràs, Saras Gil, Artur Busquets, Claudia del Campo                                                                                              |

## Palmarès

### Premis oficials
- Conquilla d'Or: Los pasos dobles de Isaki Lacuesta.
- Premi especial del jurat: Le Skylab de Julie Delpy.
- Conquilla de Plata al millor director: Filippos Tsitos per Adikos kosmos
- Conquilla de Plata a la millor actriu: María León per La voz dormida.
- Conquilla de Plata al millor actor: Antonis Kafetzopoulos per Adikos kosmos
- Premi del jurat a la millor fotografia: Ulf Brantås per Happy End.
- Premi del jurat al millor guió: Hirokazu Kore-eda per Kiseki.

### Premis no oficials
- Premi Kutxa Nuevos Directores:
  - Jan Zabeil (Alemanya) per Der fluss war einst ein mensch.
  - Menció especial: Hadar Friedlich (Israel-França) per Emek Tiferet.
  - Menció especial: Sebastian Meise (Àustria) por Stillleben.
- Premi Horizontes:
  - Las acacias de Pablo Giorgelli, (Argentina-Espanya).
  - Menció especial: Historias que só existem quando lembradas de Julia Murat, (Brasil-Argentina-França),
  - Menció especial: Miss Bala de Gerardo Naranjo, (Mèxic).
- Premi del públic:
  - The Artist de Michel Hazanavicius, (França)
  - Premi pel·lícula europea: Et Maintenant on va où? de Nadine Labaki, (França-Líban-Itàlia-Egipte).
- Premi TVE - Otra Mirada:
  - Jodaeiye Nader ez Simin d'Asghar Farhadi, (Irán).
  - Menció especial del jurat: Sangue do meu sangue de João Canijo, (Portugal).
- Premi Euskaltel de la joventut:
  - Wild Bill de Dexter Fletcher, (Regne Unit)

### Premi Donostia
- Glenn Close